# Höhe über dem Meeresspiegel (Ungarn)

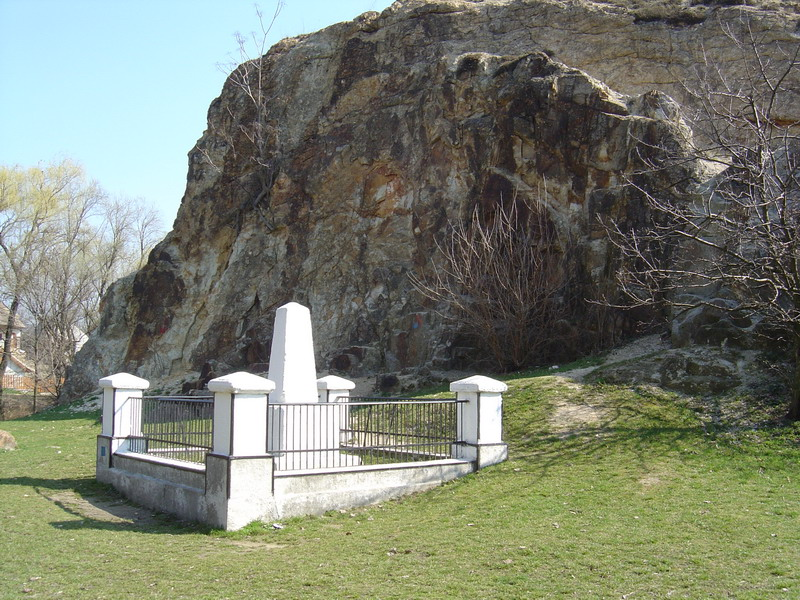
Festpunkt in Nadap

Die Höhe über dem Meeresspiegel, ungarisch Tengerszint feletti magasság, wird in Ungarn derzeit als Normalhöhe über dem Kronstädter Pegel (Höhe über dem Meeresspiegel) angegeben.
Die ersten Messungen für ganz Ungarn wurden vom k.u.k. Militärgeographischen Institut in den Jahren 1873–1913 mit einem Pegel in Triest durchgeführt, wie er in Österreich-Ungarn üblich war (siehe Meter über Adria). Nach einer neuerlichen Messung traten Differenzen von 9 cm auf. Deshalb wurde in Nadap im Komitat Fejér in Ungarn ein Festpunkt festgelegt, der eine Höhe von 173,8385 m aufweist.
Im Lauf der Zeit wurden weitere insgesamt sieben Höhenfestpunkte festgelegt, wobei nur Nadap auf dem Gebiet des heutigen Ungarns liegt, sodass dieser auch bei den Landvermessungen in den Jahren 1921 und 1949 herangezogen wurde.
Nach dem Zweiten Weltkrieg übernahm Ungarn, wie die anderen ehemaligen Ostblockländer, die baltische Grundhöhe, den Kronstädter Pegel, der im Gegensatz zu Triest um 0,6747 m höher liegt. Die Nadap-Grundhöhe liegt daher heute 173,1638 m über dem Meeresspiegel.
Koordinaten: 47° 15′ 20,6″ N, 18° 37′ 7,5″ O